# John Updike
John Hoyer Updike (18 tháng 3 năm 1932 - 27 tháng 1 năm 2009) là một tiểu thuyết gia, nhà thơ, người viết truyện ngắn, nhà phê bình nghệ thuật và phê bình văn học người Mỹ.
Tác phẩm nổi tiếng nhất của Updike là chuỗi tiểu thuyết "Rabbit" (các tiểu thuyết Rabbit, Run; Rabbit Redux; Rabbit Is Rich; Rabbit at Rest; và Rabbit Remembered),  mô tả tổng thể cuộc sống của người đàn ông tầng lớp trung lưu Harry "Rabbit" Angstrom trong suốt nhiều thập kỷ, từ khi trưởng thành trẻ tuổi cho đến khi chết. Cả hai tiểu thuyết Rabbit Is Rich (1982) và Rabbit at Rest (1990) của ông đều đoạt giải Pulitzer. 
Updike là một trong ba tác giả đoạt giải Pulitzer dành cho tiểu thuyết nhiều hơn một lần (những người khác là Booth Tarkington và William Faulkner). Ông đã xuất bản hơn hai mươi tiểu thuyết và hơn một chục tập truyện ngắn, cũng như thơ, phê bình nghệ thuật, phê bình văn học và sách trẻ em. Hàng trăm câu chuyện, đánh giá, và những bài thơ của ông xuất hiện trên tờ The New Yorker kể từ năm 1954. Ông cũng viết thường xuyên cho The New York Review of Books.

## Giải thưởng
- 1959 Guggenheim Fellow
- 1959 National Institute of Arts and Letters Rosenthal Award
- 1964 National Book Award for Fiction[4]
- 1965 Prix du Meilleur Livre Étranger
- 1966 O. Henry Prize
- 1981 National Book Critics Circle Award for Fiction
- 1982 Pulitzer Prize for Fiction
- 1982 National Book Award for Fiction (hardcover)[5][a]
- 1982 Union League Club Abraham Lincoln Award
- 1983 National Book Critics Circle Award for Criticism
- 1984 National Arts Club Medal of Honor
- 1987 St. Louis Literary Award
- 1987 Ambassador Book Award
- 1987 Peggy V. Helmerich Distinguished Author Award
- 1988 PEN/Malamud Award
- 1989 National Medal of Arts
- 1990 National Book Critics Circle Award for Fiction
- 1991 Pulitzer Prize for Fiction
- 1991 O. Henry Prize
- 1992 Honorary Doctor of Letters from Harvard University
- 1995 William Dean Howells Medal
- 1995 Commandeur de l'Ordre des Arts et des Lettres
- 1997 Ambassador Book Award
- 1998 Medal for Distinguished Contribution to American Letters from the National Book Foundation[6]
- 2003 National Humanities Medal
- 2004 PEN/Faulkner Award for Fiction
- 2005 Man Booker International Prize nominee
- 2006 Rea Award for the Short Story
- 2007 American Academy of Arts and Letters Gold Medal for Fiction
- 2008 Literary Review Bad Sex in Fiction Lifetime Achievement Award
- 2008 Jefferson Lecture

## Tác phẩm
| - The Poorhouse Fair (Hội chợ trong nhà tế bần, 1959) - The Centaur (Nhân mã, 1963) - Of the Farm (Ở nông trại, 1965) - Couples (Các cặp vợ chồng, 1968) - Marry Me (1977) - The Coup (1978) - Brazil (1994) - In the Beauty of the Lilies (Nhan sắc của hoa huệ, 1996) - Toward the End of Time (1997) - Gertrude and Claudius (2000) - Seek My Face (2002) - Villages (2004 - Terrorist (Kẻ khủng bố, 2006) - Bech, a Book (1970) - Bech Is Back (1982) - Bech at Bay (1998) - The Complete Henry Bech (Toàn tập Henry Bech, 2001) | - The Carpentered Hen (Con gà gỗ, 1958) - Telephone Poles (1963) - Midpoint (1969) - Dance of the Solids (1969) - Cunts: Upon Receiving The Swingers Life Club Membership Solicitation (1974) - Tossing and Turning (1977) - Facing Nature (1985) - Collected Poems 1953–1993 (Tuyển tập thơ 1953 - 19993, 1993) - Americana and Other Poems (2001) - Endpoint and Other Poems (2009) - The Same Door (Cũng cánh cửa ấy, 1959) - Pigeon Feathers (Những cái lông bồ câu, 1962) - Olinger Stories (1964) - The Music School (1966) - Museums And Women (Bảo tàng và phụ nữ, 1972) - Problems and Other Stories (Những vấn đề và những câu chuyện khác, 1979) - Too Far to Go(Quá xa để đi, 1979) - Your Lover Just Called (1980) - Trust Me (1987) - The Afterlife (Cuộc sống ở thế giới bên kia, 1994) - Licks of Love (Tình yêu bằng từng liều nhỏ, 2001) - The Early Stories: 1953–1975 (Những truyện gần đây 1953 - 1975, 2003) - Three Trips (2003) - My Father's Tears and Other Stories (Nước mắt bố tôi và những truyện khác, 2009) - The Maples Stories (2009) - The Collected Stories, Volume 1: Collected Early Stories (Tuyển tập truyện ngắn - tập 1, 2013) - The Collected Stories, Volume 2: Collected Later Stories (Tuyển tập truyện ngắn - tập 2, 2013) - Assorted Prose (1965) - Picked-Up Pieces (1975) - Hugging The Shore (1983) - Self-Consciousness: Memoirs (1989) - Just Looking: Essays on Art (1989) - Odd Jobs (1991) - Golf Dreams: Writings on Golf (1996) - More Matter (1999) - Still Looking: Essays on American Art (2005) - In Love with a Wanton: Essays on Golf (2005) - Due Considerations: Essays and Criticism (2007) - Higher Gossip (2011) - Always Looking: Essays on Art (2012) |